# The Gun Club
The Gun Club foi uma banda pós-punk de Los Angeles, California, criada em 1980. O seu estilo musical é caracterizado por influências punk, blues e country.

## História
Os Gun Club foram criados por Jeffrey Lee Pierce (vocais e guitarra), Brian Tristan (guitarra; mais tarde, muda o nome para Kid Congo Powers), Don Snowden (baixo; um crítico de música de Los Angeles) e Brad Dunning (bateria). O nome original da banda era The Creeping Ritual, mas foi alterado por sugestão do vocalista dos Circle Jerks, Keith Morris.
Ainda antes do primeiro álbum, Kid Congo deixa a banda para se juntar aos The Cramps. Fizeram, também, parte do grupo, Rob Ritter (baixo) e Terry Graham (bateria), ex-membros dos The Bags. Rob deixa a banda após o lançamento do primeiro álbum, para formar os 45 Grave, e muda de nome para Rob Graves. Mais tarde, Patricia Morrison (baixo), também dos The Bags, participa nos álbuns Las Vegas Story, de 1984 e Danse Kalinda Boom, de 1985, antes de se juntar aos The Sisters of Mercy, e The Damned.
O primeiro álbum dos Gun Club, Fire of Love, de 1981, é considerado como um clássico pela crítica (Allmusic). O crítico Stevo Olende comparou-o ao ambiente vodu, aos livros de banda desenhada dos anos 1950 e aos blues. Este primeiro trabalho foi um sucesso, e o que mais aplausos recebeu da crítica.
Em 1987, Kid Congo junta-se, de novo, à banda, e lançam o álbum Mother Juno. Com este novo trabalho, foi criada a expectativa de uma nova fase positiva para a banda. No entanto, a editora Red Rhino fecha, após o lançamento do álbum, e Jeffrey Lee Pierce debate-se com problemas com álcool e drogas.
Lucky Jim, de 1993, é o último álbum dos Gun Club. O vocalista Jeffrey Lee Pierce morre dois anos depois.

## Discografia

### Álbuns
- Fire of Love (1981)
- Miami (1982)
- Sex Beat '81 (1984)
- The Las Vegas Story (1984)
- Mother Juno (1987)
- Pastoral Hide and Seek (1990)
- In Exile (1992)
- Lucky Jim (1993)

### EP
- Death Party (1983)
- Divinity (1991)

### Ao vivo
- The Birth, The Death, The Ghost (1984)
- Sex Beat (1984)
- Two Sides of the Beast (1985)
- Love Supreme (1985)
- Danse Kalinda Boom: Live in Pandora's Box suffers  (1985)
- Ahmed's Wild Dream (1992)
- Live In Europe (1992)

### Compilações
- In Exile (1992)
- Early Warning (1997) [Álbum de raridades.]